# عاشق نیویورک هستم
عاشق نیویورک هستم (به این شکل: I ❤ NY) عنوان شعار، آرم و ترانه‌ایی است که از سال ۱۹۷۷ اساس یک کارزار تبلیغاتی بوده‌است این کمپین برای ترویج گردشگری در ایالت نیویورک که شهر نیویورک را هم شامل می‌شود براه افتاد. نشان تجاری آن متعلق به وزارت توسعه اقتصادی ایالت نیویورکاست و به‌وفور در مغازه‌های فروش سوغات و بروشورهای سراسر ایالت دیده می‌شود، برخی از آنها دارای مجوز هستند، بسیاری از آنها نه.
«عاشق نیویورک هستم» شعار رسمی ایالت نیویورک است.
طرح اولیه لوگو توسط طراح گرافیک میلتون گلیزر در سال ۱۹۷۶ در صندلی عقب تاکسی با مداد کرایون قرمز رنگ روی تکه‌ایی کاغذ طراحی شده‌است. طرح اصلی در موزه هنر مدرن منهتن نگهداری می‌شود. ترانه عاشق نیویورک هستم توسط استیو کارمن نوشته شده و کپی‌رایت آن توسط وی به ایالت اهدا شده‌است.

## لوگو(نشانه نوشته)
لوگو از حرف بزرگ I (من)، به دنبال آن یک نماد قلب (❤)، در زیر آن حروف بزرگ N و Y (حروف اول New York) با فونت Rounded Slab Serif American Typewriter ساخته شده‌است.
در سال ۱۹۷۷، ویلیام اس دویل، معاون کمیسر شعبه بازرگانی وزارت امور خارجه نیویورک، با آژانس تبلیغاتی Wells Rich Greene قراردادی بست تا یک کمپین بازاریابی برای ایالت نیویورک به راه بیندازد. دویل همچنین میلتون گلیزر، طراح گرافیک فعال و پرکار را برای کار در این کمپین و ایجاد طرحی براساس کارزار تبلیغاتی آژانس Wells Rich Greene استخدام کرد. طرح اولیه گلیزر برای همراهی شعار آژانس «عاشق نیویورک هستم» در تاکسی به تصویر درآمد. این لوگو شامل حرف I و شکل قلب است و به دنبال آن NY، همان‌طور که ایده توسعه یافت، او تصمیم گرفت حرف I و قلب را در خطی بالاتر از حروف NY قرار دهد، بعدها او گفت که ممکن است به‌صورت «ناخودآگاه» تحت تأثیر تصویر اثری از رابرت ایندیانا با عنوان LOVE از آثار به شیوه پاپ آرت، قرار گرفته باشد.
گلیزر انتظار داشت که این کارزار فقط چند ماهی به طول بکشد و کار را به صورت عام‌المنفعه (pro bono) انجام داد. نماد ابتکاری شهر نیویورک که به سبک پاپ موفقیت بزرگی کسب کرد و سال‌هاست که فروش آن ادامه دارد. در اذهان عمومی (گرچه این هدف اصلی نبود) این آرم با شهر نیویورک ارتباط نزدیکی پیدا کرده‌است و جای‌دادن آرم روی تی‌شرت‌های سفید ساده که به راحتی در این شهر فروخته می‌شود، شکل ظاهری تصویر را به‌طور گسترده‌ای پخش کرده‌است، تبدیل آن به یک نماد شناخته شده تبدیل کرده‌است. طرح اولیه و سایر نمونه‌های ارائه شده توسط گلیزر را دویل به مجموعه دائمی موزه هنرهای مدرن، نیویورک اهدا کرد.
این نشان به ویژه در پی حملات ۱۱ سپتامبر به شهر نیویورک برجسته شد و باعث ایجاد حس وحدت در بین مردم شد. بسیاری از بازدیدکنندگان از نیویورک در پی این حملات، پیراهن‌هایی را که بر رویشان آرم I Love New York بود به عنوان نشانه حمایت خود خریداری و پوشیدند. گلیزر با اضافه کردن لکه‌ایی دوده سیاه به بخشی از نشان قلب سرخ رنگ نمونه‌ایی برای یادآوری حملات طراحی کرد، با اضافه کردن جمله «من NY را بیش از هر زمان دیگری دوست دارم»(I Love NY More Than Ever)، با کمی لکه سیاه در روی نماد قلب با اشاره به محل مرکز تجارت جهانی، نقطه سیاه نشان دهنده موقعیت محل در جزیره منهتن پایین است. این پوستر در روزنامه نیویورک دیلی نیوز برای جمع‌آوری کمک مالی جهت خیریه‌های نیویورک در حمایت از افراد آسیب دیده از این حملات چاپ شده بود بود. متن اضافه شده در پایین مردم را ترغیب می‌کند «سخاوتمند باشید. شهر شما به شما احتیاج دارد. این پوستر برای فروش نیست.»

## سرود ایالت نیویورک
ترانه "عاشق نیویورک هستم" توسط استیو کارمن در سال ۱۹۷۷ به عنوان بخشی از کارزار تبلیغاتی نوشته و ساخته شد. در سال ۱۹۸۰، فرماندار هیو کری آن را به عنوان سرود ایالت نیویورک اعلام کرد، گرچه به‌طور رسمی و قانونی تصویب نشده‌است. در حرکتی قابل توجه استیو کارمن، که به خاطر حفظ حقوق انتشار آهنگ‌هایش شهرت زیادی دارد، حق آهنگ را به‌طور رایگان به دولت داد.
کارمن در اوج شیوع همه گیر COVID-19 در شهر نیویورک برای تأکید بر مقاومت در برابر شهر، بیت جدیدی برای این آهنگ نوشت. با این حال، هرگز از نظر تجاری ضبط و استفاده نشده‌است.

## تقلیدها و نمونه‌های جعلی

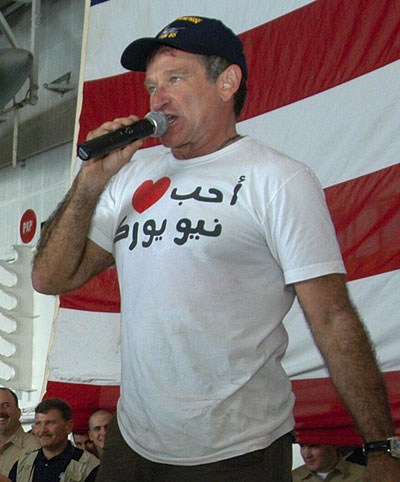
رابین ویلیامز ، بازیگر، تی شرت پوشیده با آرم به عربی ترجمه شده به عنوان "I ❤ New York"

این آرم به نمادی از فرهنگ پاپ تبدیل شده‌است و در هر گوشه‌ای از دنیا منبع الهام تقلیدهایی شده‌است. کالاهای تبلیغاتی با عنوان "من ❤ ..." را می‌توان در هر کجا که گردشگران جمع‌اند پیدا کرد. هجویه‌هایی مانند "I ♠ [spayed] My Pets" یا "I ♣ [club] Seals " نیز دیده شده‌اند. عبارات تصویری که با "من ❤ ..." شروع می‌شوند، بر اساس قرائت واقعی آرم است (به عنوان مثال، فیلم Independent I Heart Huckabees 2004 و کنگره صوتی iHeartMedia). در نمایشگاه Macworld 2001 در نیویورک سنجاق سینه‌هایی (Pin-back) با مجوز NYS با نمونه قرمز آرم Apple جایگزین قلب (I  NY) توزیع شد.
ایالت نیویورک تلاش کرده‌است که حق مالکیت علامت تجاری خود را حفظ کند. تا سال ۲۰۰۵، این ایالت تقریباً ۳۰۰۰ شکایت علیه مقلدین ترتیب داده بود و ۱۰۰ شکوائیه «اعتراض به علامت تجاری و نامه‌های توقف و انصراف» فقط در سال ۲۰۱۲ طرح شده‌است. برخی از شکایت‌ها باطل اعلام شده‌است، مانند زمانی که دادگاه در سال ۱۹۸۰ نتیجه گرفت که تولیدکنندگان Saturday Night Live با "عاشق نیویورک هستم" با شعار "I Love Sodom " مزه‌پرانی کرده‌است و حق نسخه‌برداری (کپی‌رایت) را نقض نکرده‌است، به جای آن حکم می‌دهد که این کار به نوعی مضحکه بوده‌است.